# Алькосебре
Алькосебре (исп. Alcocébre) — посёлок в автономном сообществе Валенсия (Испания). Находится на берегу Балеарского моря.

## История
Арабский замок Алькала-де-Чиверт защищал дорогу на Валенсию и после реконкисты в 1169 году был передан Тамплиерам. В 1260 году магистр ордена восстановил поселение на месте арабской цитадели (Al-Qusáiba). Считается, что конечное «р» появилось в названии под влиянием валенсийского диалекта. К 1320 большинство жителей переселились в Алькалу и поселение пришлось восстанавливать. В 1547 году Алькала переживает атаку турок, высадившихся в Алькосебре, и в 1583 Алькосебре становится частью Алькалы. В XVI—XVII веках Алькосебре попадает в зону активности берберских пиратов, и для предупреждения нападения строятся две сторожевые башни Ebrí и Cap i Corb.